# Pioniere (militare)
Il pioniere, che nell'antica terminologia militare si denominava zappatore e artiere, è un soldato appartenente ad una specialità militare destinata ai lavori di fortificazione, specialmente per i movimenti di terra: appianamento strade, livellamenti e attività similari. Nell'Esercito italiano il Genio pionieri è una specialità dell'Arma del genio.

## Storia

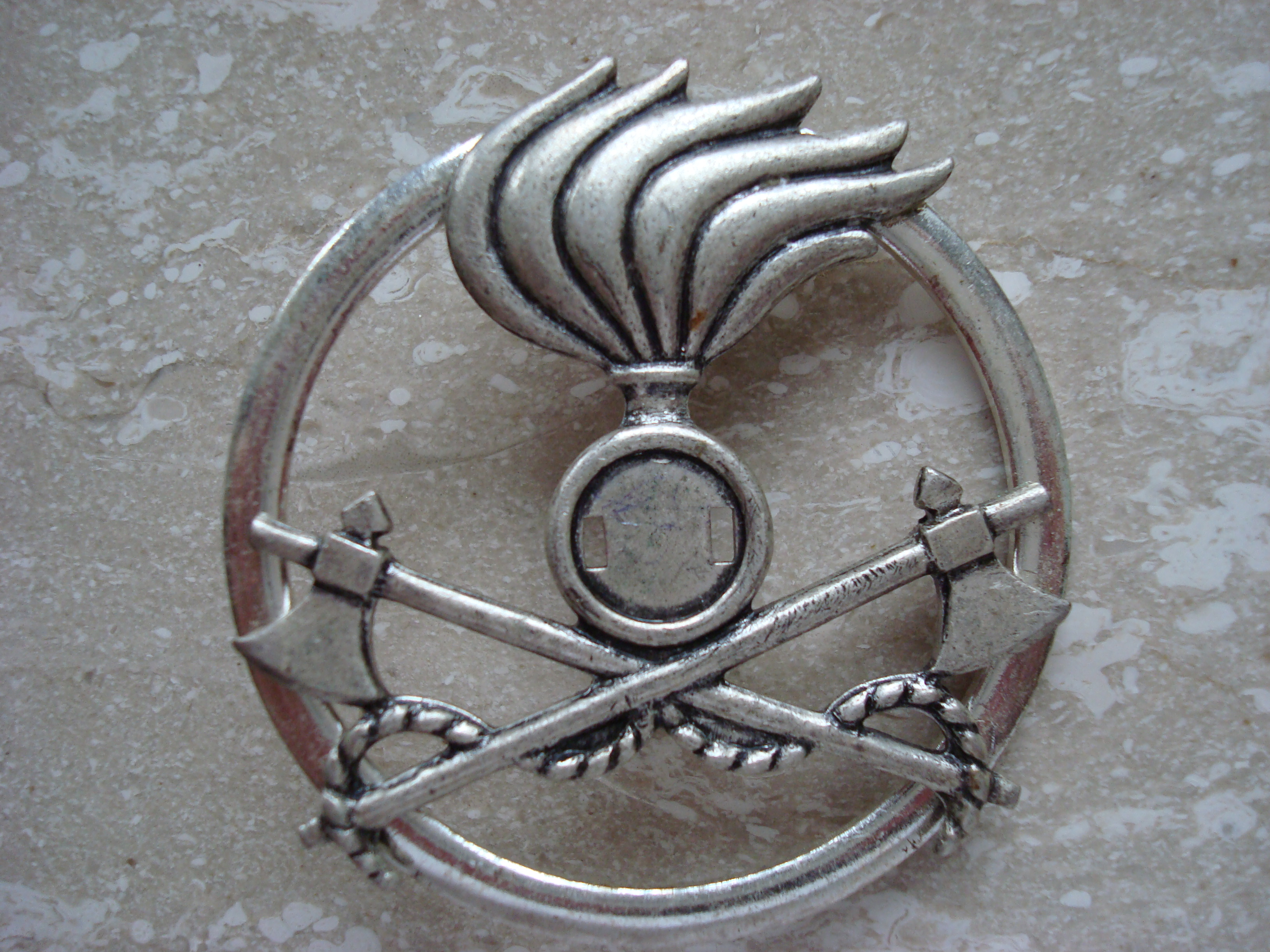
Fregio del Genio pionieri italiano

Nell'epoca etrusca e romana si trova traccia di tecnicismo militare di tipo pionieristico nelle operazioni campali e nell'impianto degli accampamenti. A Cerveteri in alcune tombe etrusche, fra i dipinti che rappresentano guerrieri in armi, ve ne sono alcuni con strumenti fabbrili, veri guastatori di quella età. Nell'esercito di Giulio Cesare vi furono i fossores, progenitori dei nostri zappatori.
In Francia furono introdotti nell'artiglieria. Nel ducato di Modena era un corpo tecnico, in gran parte costituito da personale non militare, che passò nel 1831 a far parte dell'esercito regolare, al comando di un Tenente colonnello. Nel 1833 vi furono assegnati giovani ingegneri, architetti, periti, e fu creata una scuola teorico-pratica che fu una delle migliori dell'epoca.
Con l'aumento dei modi di impiego delle truppe tecniche, si manifestano le specializzazioni ben distinte tra loro: zappatori, minatori, bombardieri, pontieri, pionieri, telegrafisti, ferrovieri, aerostieri, ecc.
In Italia, nell'attuale Arma del genio le specialità presenti sono: Pionieri (artieri sino al 1950), Ferrovieri, Pontieri e Guastatori.